# 鐵路車輛鋼輪失圓
鋼輪踏面擦傷，又稱鋼輪失圓。指鋼輪系統之鐵路車輛車輪失去原有圓型之現象。車輛行駛時會因擦傷處撞擊而發出聲響；對於車輛、軌道及其支撐結構亦會造成不利之影響。其震動與噪音可能傳入客車車廂，進而影響乘坐品質。

## 產生原因
鋼輪踏面擦傷產生原因非常多元，主要產生原因有三種：
- 車輪空轉
- 異物撞擊
- 緊急制軔

車輪空轉與緊急制韌屬同一類型之產生原因，如緊急制韌使鋼輪鎖死以致原地滑行，或是單純鬆韌不良皆可導致擦傷。若對照發生位置之車輛功能(如：電聯車之動力車) 則可進一步推測其產生原因。動力集中式列車因其制韌控制源自於第一節機車，故較前端之車廂易受不同步制韌之影響而承受較大摩擦導致擦傷；雨天路滑原地空轉亦能肇生。動力分散式列車更可清楚按車廂功能區分發生原因，進而作為改進列車之參考。
所有車種都有發生之可能，故須透過定期巡檢、駕駛訓練、防止外物入侵路線等來降低發生機率。

## 聲響
文字描述常以「叩叩叩叩叩」、「砰砰砰砰砰」、「ㄆㄤˋㄆㄤˋㄆㄤˋㄆㄤˋㄆㄤˋ」表達；失圓撞擊聲與行經魚尾鈑之聲響不同，聆聽時應予以區別，基本分辨方法如下：
- 固定節奏的撞擊聲，且隨車速不同而有變化
- 撞擊聲為不間斷之「叩叩叩叩叩叩」，而非(雙軸轉向架) 行經魚尾板之「叩叩，叩叩；叩叩，叩叩」

撞擊聲響又因路段、車型、載重與零件是否鬆脫而有不同。

## 軼事
鋼輪踏面擦傷撞擊聲因其聲響特殊，故引發一些對聲音有嗜好的人錄音收藏，又因其震動之故，有以下形容詞：
- 戰車
- 烈火戰車
- 烈火
- 氣血循環機

喜愛紀錄列車踏面擦傷行走音及影像者，又稱作鋼輪米 (鋼輪迷的別稱)。
Youtuber「Dukoff血汗臺鐵」為出現此現象之車種創作多首歌曲如《撞到我阿達馬空空》、《501氣血循環機之歌》，甚至還有創作舞蹈《501氣血循環機之舞》。